# 국제 미디어 인터내셔널
국제 미디어 인터내셔널(일본어: 国際メディア・コーポレーション 코쿠사이메디아 코오포레에숀[*], こくさいめでぃあ・こーぽれーしょん, 약칭 MICO), 혹은 주식회사 국제 미디어 코퍼레이션(일본어: 株式会社国際メディア・コーポレーション 카부시키가이샤 코쿠사이메디아 코오포레에숀[*], かぶしきかいしゃこくさいめでぃあ・こーぽれーしょん)는 일본의 미디어 기업으로, 영상 매체를 담당하던 기업이었다.
2010년 4월 1일에 MICO의 스포츠 계열은 글로벌 미디어 네트워크와 NHK 엔터프라이즈에 합병되었고, 이후 해체되었다.

## 개요
1990년 공영방송 NHK 회장인 나마 케이지가 NHK의 상업화 노선의 일환으로써 설립을 계획하였고, 대기업에 의한 공동 출자로 설립하였다. NHK와는 관계가 깊지만, NHK의 거래액은 대부분이 MICO의 매출액을 차지한다. 비록 NHK는 주주가 아니지만, NHK 출신 임원들이 많다. 설립 당시에는 민간기업도 협조를 당부하였으나 일본 민영방송들이 NHK의 비대화를 경계하가 때문에 협조할 수 없었다.
2010년 스포츠 사업이 글로벌 미디어 네트워크와 NHK 엔터프라이즈에 합병되었고, 이후 완전히 해체되었다.

## 같이 보기
- NHK의 관련 단체
- 글로벌 미디어 네트워크
- NHK 엔터프라이즈: MICO의 프로그램을 공급하는 CS 채널
- LaLa TV
- AXN 미스터리 (과거 "더 미스터리"라는 이름으로 개국하였고 MICO도 출자하고 있다)
- 채널 은하 (MICO가 출자하고 있다)